# Nuktawiyya
Nuktawiyya (árabe:نقطوية) fue una secta derivada del Hurufismo, que luego tomó fuerza en la Persia safávida extendiéndose a la India. También llamada Mahmudiyya por su fundador Mahmud Pasikhani, nativo del Gilan y seguidor inicialmente de Fadl-Alah Astrabadi, fundador del hurufismo, movimiento del que lo expulsaron. 
Fueron eliminados por Abás el Grande en 1611 pero resurgieron con el sah Safi de Persia cuando su cabecilla Darwish Rida tomó Qazvín, pero fue derrotado y executado (1631/1632); al cabo de un año uno de sus seguidores quiso recuperarla, pero también lo derrotaron. El movimiento subsistió como secta de poca importancia y finalmente se incorporó al babismo.